# Magnimyiolia jozana
Magnimyiolia jozana är en tvåvingeart som beskrevs av Tokuichi Shiraki 1933. Magnimyiolia jozana ingår i släktet Magnimyiolia och familjen borrflugor. Inga underarter finns listade i Catalogue of Life.